# Louise Amélie Landré
Pour les articles homonymes, voir Landré (homonymie).
Louise Amélie Landré, née le 31 janvier 1852 à Paris où elle est morte le 6 février 1934, est une peintre française.

## Biographie
Louise Amélie Adelaïde Félicité Landré est la fille d'Etienne Achille Landré et d'Angélique Jeanne Levesque (1815-1892).
Élève de Charles Chaplin, de Félix-Joseph Barrias et d'Émile-Louis Foubert, c'est une peintre de genre, de portraits et de paysages. Elle expose au Salon de 1876 à 1933, est Sociétaire en 1885 et est récompensée d'une mention honorable en 1911.
Elle remporte le 1er prix de l'Union des femmes peintres et sculpteurs en 1909.
En 1924, elle participe aux compétitions artistiques aux Jeux olympiques d'été.
Elle meurt célibataire à l'âge de 82 ans.

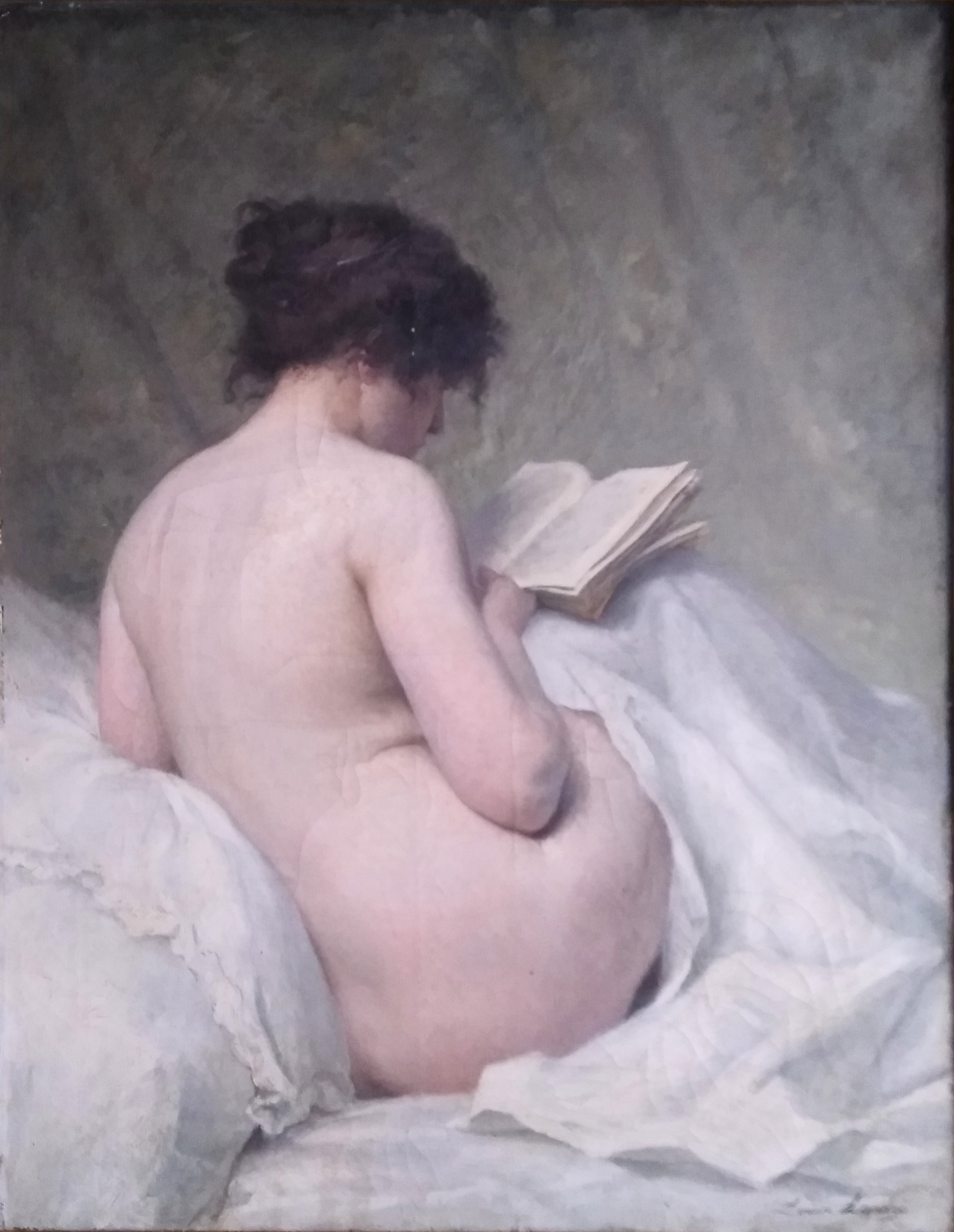
Lecture passionnante, 1905,
Mairie de Nérac,.

## Œuvres dans les collections publiques
- Angers, musée des Beaux-Arts : Sultane en disgrâce[6],[1],[7].
- Louviers, musée[1],[7] :
  - Mme Angot ;
  - Incroyables.
- New York, Metropolitan Museum of Art :
  - Toilette de soldats[8] ;
  - Soldats mangeant à table[9] ;
  - Soldats jouant à un jeu[10].